# Resolució 769 del Consell de Seguretat de les Nacions Unides
La Resolució 769 del Consell de Seguretat de les Nacions Unides, fou adoptada per unanimitat el 7 d'agost de 1992. Després de reafirmar la Resolució 743 (1992) i totes les resolucions posteriors relatives a la Força de Protecció de les Nacions Unides (UNPROFOR), el Consell va autoritzar l'ampliació de la força i del mandat de la UNPROFOR per "permetre a la Força controlar l'entrada de civils a les Àrees Protegides de les Nacions Unides", a més de realitzar funcions d'immigració i duanes.
El Consell va exigir la cooperació amb la Força i també va condemnar els abusos comesos contra la població civil, especialment per raons ètniques.